# Geomys breviceps
Geomys breviceps is een zoogdier uit de familie van de goffers (Geomyidae). De wetenschappelijke naam van de soort werd voor het eerst geldig gepubliceerd door Baird in 1855.

## Voorkomen
De soort komt voor in de Verenigde Staten.